# Acacia cundinamarcae
Acacia cundinamarcae är en ärtväxtart som först beskrevs av Nathaniel Lord Britton och Ellsworth Paine Killip, och fick sitt nu gällande namn av Garcia-barr. och Enrique Forero. Acacia cundinamarcae ingår i släktet akacior, och familjen ärtväxter. Inga underarter finns listade i Catalogue of Life.